# Dalekie (przystanek kolejowy w powiecie wyszkowskim)
Dalekie – przystanek osobowy Polskich Kolei Państwowych obsługiwana przez Koleje Mazowieckie. Stacja znajduje się we wsi Dalekie-Tartak, w gminie Brańszczyk, w powiecie wyszkowskim, w województwie mazowieckim, w Polsce.

## Ruch pasażerski
| Rok  | Wymiana pasażerska na dobę |
| ---- | -------------------------- |
| 2017 | 50-99                      |
| 2022 | 100-149                    |

## Połączenia
- Tłuszcz
- Ostrołęka
- Wyszków